# تورنت‌فریک
تورنت‌فریک (انگلیسی: TorrentFreak) (مخفف انگلیسی: TF) یک وبلاگ است که به انتشار گزارش از آخرین اخبار و گرایش‌های پروتکل بیت‌تورنت و اشتراک پرونده می‌پردازد.
این وب‌سایت در نوامبر سال ۲۰۰۵ میلادی توسط شخصی هلندی با نام مستعار «ارنستو فن در سار» راه‌اندازی شد. در سال ۲۰۰۷ اندی ماکسول و بن جونز نیز به او پیوستند. افرادی مانند ریکارد فالکوینگه، بنیان‌گذار حزب دزدان دریایی نیز در این وبلاگ مشارکت می‌کنند. وب‌سایت ای‌کامرس‌تایمز در سال ۲۰۰۹ نام مستعار «ارنستو» را به لنارت رنکما (به انگلیسی: Lennart Renkema) نسبت داد. محتویات تورنت‌فریک جزو محتوای آزاد بوده و تحت مجوز کرییتیو کامنز منتشر می‌شوند.